# تزهایی درباره فویرباخ

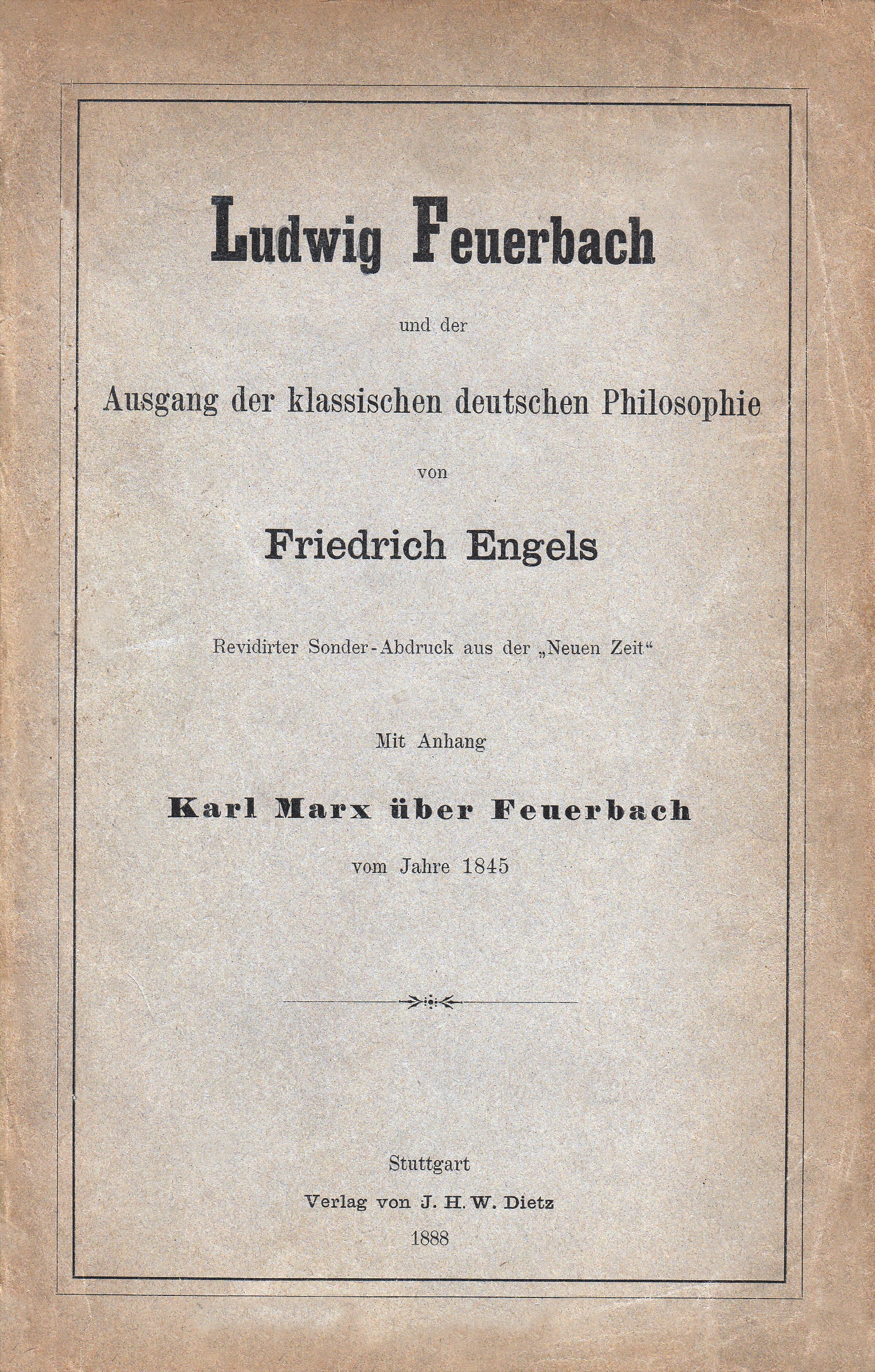
جلد نخستین چاپ از کتاب تزهایی درباره فویرباخ.

تزهایی دربارهٔ فویرباخ (آلمانی: Thesen über Feuerbach) یازده یادداشت فلسفی کوتاه از کارل مارکس است که به عنوان خلاصه و طرحی کلی برای فصل اول کتاب ایدئولوژی آلمانی در سال ۱۸۴۵ نوشته شده‌اند. این کتاب مانند برخی دیگر از آثار مارکس در زمان حیات وی منتشر نشد. برای اولین بار این کتاب در سال ۱۸۸۸ به عنوان ضمیمه جزوه‌ای از فردیریش انگلس همکار و هم فکر مارکس منتشر شد.
یکی از مشهورترین گفتاوردهای مارکس در تز یازدهم این کتاب ذکر شده‌است: «فیلسوفان تنها جهان را به شیوه‌های گوناگون تعبیر کرده‌اند. مسئله اما بر سر دگرگون کردن جهان است».

## تاریخچه
در فوریه ۱۸۴۵ کارل مارکس به دستور وزیر امور خارجه فرانسه فرانسوا گیزو از فرانسه اخراج شد.مارکس به بروکسل رفت و در آنجا چند ماهی در مخفی گاهی با همراهی دوست و همکارش فردریش انگلس تا آوریل آن سال زندگی کرد. در همین دوره بود که مارکس شروع به شکل دادن به نظریه ماتریالیسم تاریخی نمود.
مارکس شروع به کار بر کتابی با عنوان ایدئولوژی آلمانی کرد تا در آن نظریه جدیدش در مورد فلسفه تاریخ را بنویسد. در پیوند با این پروژه، مارکس یازده نظر و یادداشت مختصر و کوتاه دربارهٔ نظریات لودویگ فویرباخ نوشت. فویرباخ در این دوره از هگلی‌های جوانی بود که به عنوان مهم‌ترین نماینده ماتریالیسم مدرن شناخته می‌شد اما مارکس معتقد بود که وی در بدست آوردن نتایج رضایت بخش سیاسی از نظراتش شکست خورده است. این «تزها» در ابتدا به عنوان طرح اولیه و خامی برای فصل اول کتاب ایدئولوژی آلمانی نوشته شد، و بسیاری از این تزها در این کتاب به صورت مفصل شرح داده شد.

## محتوای کتاب

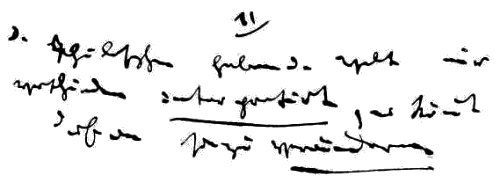
مرتبط

کتاب یازده تز دارد. تزها به صورت بسیار خلاصه و حداکثر در چند جمله نوشته شده‌اند که طرحی کلی از نگرش مارکس به نظریات فویرباخ و ماتریالیست‌های زمان خود ارائه می‌دهد.

### نقد ماتریالیسم سنتی
مارکس در این کتاب بشدت از تأملات ماتریالیستی هگلی‌های جوان انتقاد کرده‌است و اعتقاد آن‌ها به بررسی و تفکر دربارهٔ «ذات انسان» در انزوا و انتزاع را به نفع این ایده که طبیعت انسان تنها در چارچوب روابط اقتصادی و اجتماعی قابل درک است به نقد می‌کشد. مارکس معتقد است که فهم ریشه‌های اعتقادا مذهبی برای حذف و از بین بردن آن کافی نیست؛ در عوض شناخت و روشن کردن ساختار اجتماعی و اقتصادی که پایه و اساس اعتقاد مذهبی است و به آن منجر می‌شود آن تحول و دگرگونی است که پیش شرط ضروری برای حذف و طرد مذهب است.
مارکس نقطه قوت ماتریالیسم فویرباخ را در این می‌داند که او واقعیت جهان را مستقل از ذهن توضیح می‌دهد اما نکته این جاست که وی واقعیت و جهان محسوس را صرفاً به صورت ذهنی می‌فهمد و نه به صورت فعالیت محسوس بشری. به نظر مارکس ماتریالیست‌هایی همچون فویرباخ به صورت ایستا به واقعیت‌های جهان نگاه می‌کنند.
مارکس در این کتاب معتقد است که ماتریالیسم فویرباخ سبب قائل نشدن نقش سیاسی برای افراد در جامعه مدنی می‌شود. این نوع ماده باوری به‌ای دلیل که سبب نفی نقش دولت و سیاست می‌شود مردود است. (تز هشتم، نهم و دهم)

### رابطه عمل و نظریه
مارکس اعتقاد دارد که ایده ئالیسم مطلق گرایانه هگلی، دنیا را همانگونه که موجود است پذیرفته و خواهان دگرگونی آن نشده‌است. از دیدگاه وی عمل انسانی که با هدف تغییر طبیعت و اجتماع پیرامون خود شکل گرفته‌است، در مرکز تلاش‌ها برای شناخت اجتماع باید قرار گیرد. فلسفه در واقع پایه نظری و ابزار این عمل محسوب می‌شود. مارکس در تزهایی دربارهٔ فویرباخ به وضوح مفهوم عمل را مبنی بر وحدت انسان و طبیعت و وحدت عین و ذهن نشان داده است و در این یازده تز، مارکس فلسفه اش را به به مثابه «فلسفه تغییر و تحول» جهان معرفی می‌کند.
مارکس پراکسیس یا عمل را به بخش اساسی معرفت بشری ارتقا می‌دهد. وی بر خلاف ایدئالیست‌ها معرفت را تنها محصول آگاهی بشر ارزیابی نمی‌کند، بلکه معرفت بشری را در پیوند با طبیعت و جهان واقعی می‌داند.

### مسئله مذهب
مارکس می‌گوید که فویرباخ مانند دیگر ماتریالیست‌ها معتقدند که ذات انسان در جوهر مذهب ادغام شده‌است. چون انسان به دلیل بدبختی خود به سمت کشف نیرویی ماورای طبیعت رفته و برای حل مشکلات به آن متوسل می‌شود. به نظر فویرباخ کشف خدا حاصل «از خود بیگانگی» بشر است. (تز چهارم)
مارکس با نقد این دیدگاه معتقد است که جوهر انسانی پدیده‌ای یکپارچه که شامل همه انسان‌ها بشود نیست. بلکه جوهر انسانی مجموعه‌ای از روابط اجتماعی است. جوهر انسان بر اساس این روابط اجتماعی تعریف می‌شود. فویرباخ توجه نمی‌کند که روح دینی زاده و محصول اجتماع است و ارتباطی به انسان‌های مجرد و منفرد ندارد. از نظر فویرباخ انسان گویا پدیده‌ای آسمانی است و نه یک موجود زمینی که روابطی با دیگر انسان‌ها دارد. (تز پنجم، ششم و هفتم) مارکس در تز چهارم توضیح می‌دهد که درک این موضوع تنها با درک تضاد درونی دنیای واقعی قابل تبیین است و همین که این موضوع را دریابیم باید به انتقاد نظری از آن امر زمینی و دگرگون کردن آن در عمل دست بزنیم.

### جامعه
مارکس در تز سوم رویکرد ماتریالیست‌ها و سوسیالیست‌های تخیلی به جامعه را نقد می‌کند. وی معتقد است که اینها وضع موجود را پذیرفته‌اند و تصور می‌کنند که با تغییر محیط، طبیعت، اجتماع و به ویژه تربیت، انسان و جامعه به سوی وضع مطلوب حرکت می‌کند. از دیدگاه این‌ها در تحلیل نهایی جامعه به دو بخش فرادستان و مردم عادی تقسیم خواهد شد. مارکس در مقابل می‌گوید گویا اینها فراموش کرده‌اند که محیط و آموزش به خودی خود تغییر نمی‌کند و کسی باید این تغییرات را انجام دهد. در واقع اگر قرار باشد در جامعه‌ای تغییر اساسی رخ دهد انسان باید به وسیلهٔ عمل انقلابی وضعیت موجود و عینی را تغییر دهد.

### تغییر جهان؛ وظیفه فلسفه
مارکس در تز یازدهم جمع‌بندی تمام تزهای قبلی را ارائه می‌کند و در این تز عمل سیاسی را تنها حقیقت فلسفه می‌داند و معتقد است که «فیلسوفان تا کنون تنها جهان را به شیوه‌های گوناگون تفسیر کرده‌اند، اما اصل این است که آن را تغییر دهند».